# ROCKY×HOPPER
『IWATOBI PENGUIN ROCKY×HOPPER（イワトビペンギン ロッキー＆ホッパー）』は、ディースリー・パブリッシャーから、1997年4月25日に発売されたプレイステーション用コンピュータゲーム。

## ゲーム内容
イワトビペンギンをモチーフにしたキャラクター・ロッキーとホッパーが登場するパーティゲーム。
全11種類のミニゲームが収録されており、PS用マルチタップを使用した最大4人での対戦プレイに対応している。マルチタップを使わない場合でも、1つのPSコントローラーを2人が片方ずつ持つことで操作できるようにボタンを割り当てる本作独自のシステム「ラブラブモード」を選べば、2つのコントローラーのみで3～4人同時対戦が可能である。
ミニゲームのBGMには、「Stayin′Alive」「The Hustle」「Soulful Strut」「Let's Groove」「Get Down On It」など洋楽サウンドのアレンジメロディが使われている。

## モード
ストーリーモード
6つに分かれたステージを攻略していくモード。1人～2人用。各ステージには2～5種類のミニゲームが用意されており、全てをクリアしなければ先には進めない。最後に待ち構えるキャプテン・キッドとの対決に見事勝利すればクリアとなる。
VSモード / チームバトルモード
2～4人同時プレイが可能な対戦モード。ミニゲームで勝負し、一番得点が高いプレイヤー（チーム）が勝ちとなる。
フリーモード
1～4人用。ミニゲームを自由に選んで遊べる、ミニゲームの練習用として最適なモード。ストーリーモードをクリアすると、スペシャルモードの「SHOWTIME」と「ペンギンハウス」で遊べるようになる。
オプション
ゲーム難易度の設定とサウンド鑑賞ができる。ストーリーモードをクリアすると「ごほうび」が追加され、ロッキーとホッパーが出演するHGスーパーハード（資生堂）のテレビCM全5種類を観ることができる。

## ストーリーモード

### あらすじ
イワトビペンギンのロッキー・ホッパー兄弟は、ペンギンハウスでお気に入りのテレビ番組「海賊キッドの財宝」を観ていた。この番組では、司会者のキャプテンキッドが財宝を手に入れたい挑戦者を募集していた。すると、タイミングを見計らったようにキッドからの招待所がロッキーとホッパーのもとに届く。キッドに会えると大はしゃぎのホッパー。キッドの財宝を手に入れるため、キッドのいるテレビ局を目指すロッキーとホッパーであった。

### ステージ
- STAGE1 - 先生ペンギン

練習用ステージ。挑戦するミニゲームは「ロングジャンプ」「クラム」の2種類。
- STAGE2 - オットセイおじさん

キャプテンキッドに挑戦した人が全員行方不明になっていることを教えてくれる。ミニゲームは「ハイジャンプ」「ダンス」の2種類。
- STAGE3 - スカルキッド（ガーディアン1）

キッドのテレビ局に潜入。ミニゲームは「ジャグリング」「チキンレース」「クラム」の3種類。
- STAGE4 - ハンマーキッド（ガーディアン2）

ミニゲームは「ハイジャンプ」「チキンレース」「クラウン」「ナンバーズ」「ダンス」の5種類。
- STAGE5 - キャプテンキッド

ミニゲームは「どこだ!!」「ジャンプレース」「ダンス」「ロングジャンプ」「氷上決戦」の5種類。
- FINALSTAGE - キャプテンキッド（暴走状態）

ミニゲーム「氷上決戦」「チキンレース」「ジャグリング」で最後の対決。

## 登場キャラクター
ロッキー
このゲームの主人公。クールな性格だが、少しドジなところがある。キャプテンキッドに挑戦する。17歳。
ホッパー
ロッキーの弟でもう一人の主人公。性格は優しいが、ミーハーで目立ちたがり屋。11歳。
ブラウニー
ロッキーとホッパーの友達。ブルース・リーに憧れており、「アチョー!!」が口癖。10歳。
ピンキー
ロッキーの恋人。ちょっとシャイなお嬢様。14歳。
キャプテンキッド（海賊キッド）
テレビ番組「海賊キッドの財宝」の司会者にして、このゲームのボス。手下のガーディアンたちを操り、ロッキーたちの行く手を阻む。子供好きという一面も。

## その他
本作の続編として、PS用ソフト『イワトビペンギン ROCKY×HOPPER 2 探偵物語』が、1998年2月26日に発売されている。